# Jangseung

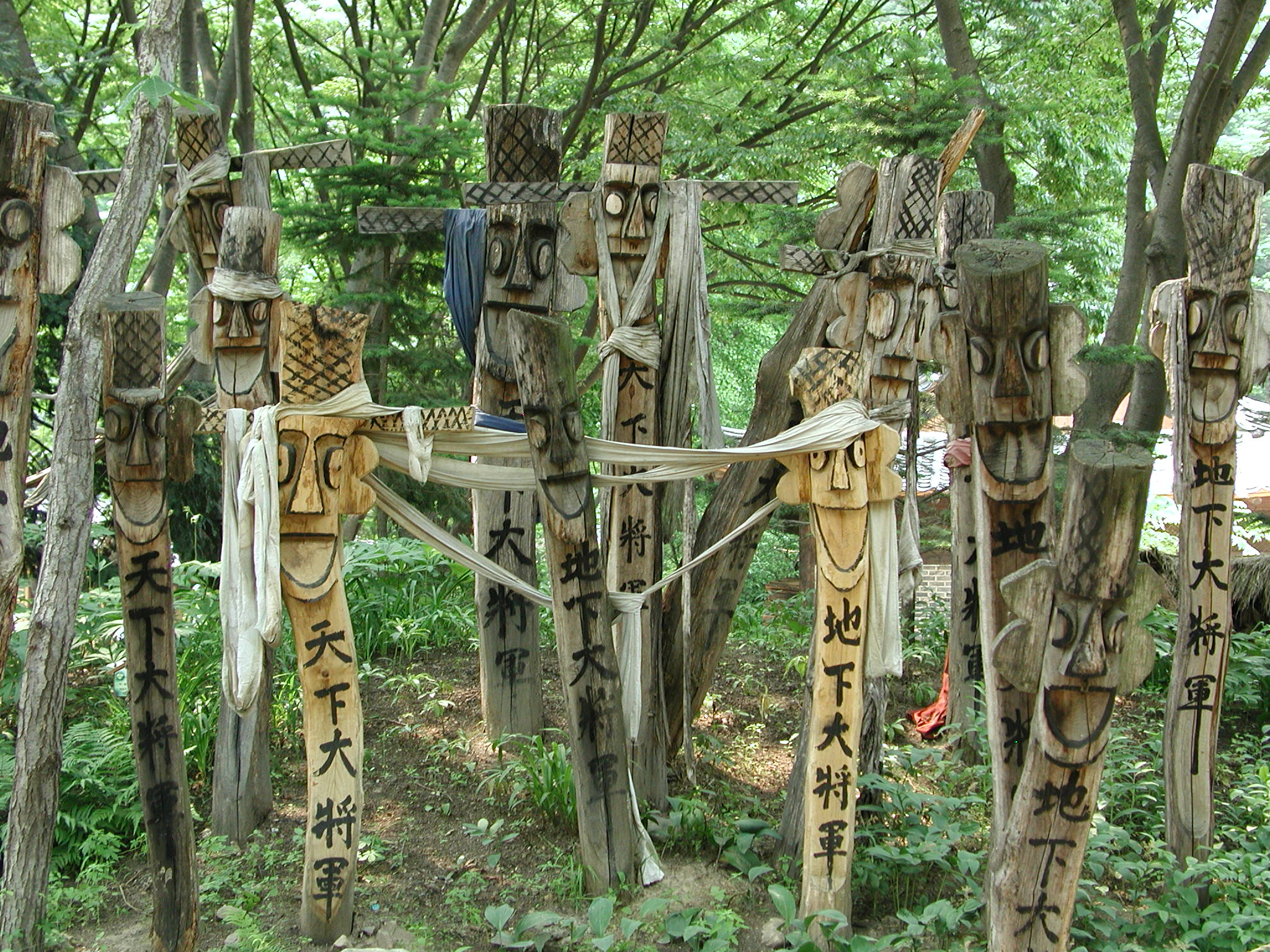
Jangseung, totems coréens, au Korean Folk Village (Minsokchon) de Yongin, province de Gyeonggi, Corée du Sud.

Les Jangseung sont des sortes de totems appartenant à la culture animiste en Corée. Ce sont des pièces de bois, sculptées en figures grossièrement anthropomorphes, plantées à l'entrée des villages, censées protéger des esprits maléfiques.